# 로버트 패리 (1933년)
로버트 패리(Robert Parry, 1933년 1월 8일 ~ 2000년 3월 9일)는 영국 잉글랜드 머지사이드주 리버풀 의회의원을 지낸 영국의 정치인 겸 시민사회운동가이다.

## 생애
그는 1952년에서 1968년까지 시민사회운동가로 활약하다가 1969년 영국 노동당 입당 이후 1970년 영국 잉글랜드 머지사이드주 리버풀 의회의원에 당선되어 1997년까지 27년간 의회의원 직위에 재임하였고 의회의원 재임 시기이던 1975년에는 예비역 영국 해군 상사 앨프렛 레논(Alfred Lennon)을 예방(禮訪)한 적도 있으며 1989년에는 중화인민공화국 베이징의 톈안먼 사건 현장을 시찰하기도 하였다.